# Trazana Beverley
Trazana Beverley (Baltimora, 9 agosto 1945) è un'attrice statunitense.
È stata la prima attrice afroamericana a vincere il Tony Award alla miglior attrice non protagonista in uno spettacolo per For Colored Girls Who Have Considered Suicide When the Rainbow Is Enuf a Broadway nel 1977.

## Filmografia

### Cinema
- Resurrection, regia di Daniel Petrie (1980)
- Beloved, regia di Jonathan Demme (1998)

### Televisione
- American Playhouse - serie TV, 1 episodio (1982)